# Mondi Group
Mondi è un'azienda britannica di imballaggi e carta. Gli uffici del gruppo si trovano ad Addlestone e Vienna. È quotata alla Borsa di Johannesburg e alla Borsa di Londra ed è un componente dell'indice FTSE 100.

## Storia
Mondi nasce in Sudafrica dove, nel 1967, l'ex proprietario dell'azienda Anglo American plc, costruì il Merebank Mill a Durban. Nel 2000 la società ha aumentato le sue partecipazioni in Neusiedler AG e Frantschach AG, entrambe imprese austriache, rispettivamente al 100% e al 70%. Sempre nel 2000 ha acquisito Cofinec, azienda polacca. Nel 2002 ha aumentato la sua partecipazione nel mulino Syktyvkar nella Repubblica di Komi al 90%. Nel 2004 ha ulteriormente aumentato le sue partecipazioni in Frantschach AG, una delle sue aziende austriache, al 100% e in Celuloza Świecie AG, un'altra azienda polacca, al 71%.
Il 2 luglio 2007 la società si è separata dalla sua ex società madre Anglo American plc, diventando una società a doppia quotazione, con Mondi Limited quotata alla Borsa di Johannesburg e Mondi plc quotata alla Borsa di Londra. Nel 2012 Mondi ha acquisito Nordenia con lo scopo di estendere la sua attività di confezionamento di beni di consumo. Nel maggio 2017, Peter Oswald è stato nominato amministratore delegato del gruppo. Il 1 ° aprile 2020, Andrew King è succeduto a Peter Oswald come amministratore delegato di Mondi Group.

## Operazioni
Il gruppo Mondi è organizzato nelle seguenti divisioni: imballaggi in fibra, imballaggi di consumo e carta fine non patinata. Il Gruppo gestisce foreste e cartiere in Russia e Sudafrica e produce anche pasta di cellulosa, carta e film plastici, oltre che imballaggi industriali e di consumo sia in carta che in plastica flessibile.